# Жан V д’Арманьяк
Жан V (фр. Jean V d'Armagnac; 1420 — 6 марта 1473) — виконт де Ломань, с 1450 года, граф д’Арманьяк, де Фезансак и де Роде. Сын Жана IV, графа д’Арманьяка, де Фезансака и де Роде, и Изабеллы д’Эвре, инфанты Наваррской.

## Виконт де Ломань
Виконт вырос при дворе короля Карла VII. Не участвовал в интригах отца.
В 1439 году Жан внёс существенный вклад в отражение нападения англичан под командованием графа Хантингдона в Гиени и Гасконии. В 1440 году он остался на стороне короля во время Прагерии.
Несмотря на верность королю, ему пришлось бежать в Каталонию, когда его отец был арестован в Л’Иль-Журдене со всей семьёй.

## Граф д’Арманьяк
После смерти отца он вступил во владение большей частью отцовского наследства, за исключением нескольких городов, которые король оставил за собой. Однако эти земли были вскоре возвращены ему за участие в освобождении Гиени в 1451 году.

## Опала
Жан вернул себе титул «граф милостью божьей», оспоренный у его дома, но это теперь рассматривалось как претензия на королевские права. Он также заключил с графом де Фуа союз с целью подчинить себе графство Комменж, которое он считал своим законным наследством.
Пытаясь поставить во главе архиепархии Оша своего человека, он вооруженной силой попытался помешать новому архиепископу Филиппу де Леви занять своё место, на эти его действия последовала жалоба Папы королю. Также в вину ему ставились хорошие отношения с дофином Людовиком, враждовавшим со своим отцом.

### Инцест
Жан V соблазнил свою родную сестру Изабеллу, слывшей одной из красивейших женщин королевства, и имел от неё двух сыновей и дочь. После рождения третьего ребёнка, он решил жениться на сестре. Он обратился за разрешением на брак к папе Николаю V. В ответ папа отлучил их обоих от церкви.
Король попытался образумить Жана, но в ответ тот, ссылаясь на полученное якобы им разрешение папы, заставляет своего капеллана обвенчать его с сестрой.
Папа вторично отлучает их от церкви, а король направляет против него две армии. Одна, под командованием графа де Даммартена, занимает Руэрг, а другая, возглавляемая Жаном де Бурбоном, графом де Клермоном, двигается на Гасконь. Жан V, осаждённый в Лектуре, сопротивляется, сколько может. Когда город был взят, он вместе с сестрой через подземный ход покидает город и бежит в Испанию. Укрыв сестру в Валенсии, он возвращается во Францию и в принадлежащей ему долине Ор в Пиренеях пытается вести партизанскую борьбу. Ему удается успешно сражаться с одной армией, но подход второй заставляет его в 1455 году уйти в Арагон.
В 1457 году он соглашается предстать перед Парижским парламентом, рассматривающим его дело. Он ходатайствует о рассмотрении его дела судом пэров, но в этом ему было в 1458 году отказано, так как он был сеньором королевской крови лишь по женской линии. После этого он бежит во Фландрию, но Филипп Добрый, герцог Бургундский отказывает ему в убежище, и он перебирается в Женап, где в то время жил в изгнании дофин Людовик.
Получив на руки полное прощение от папы Каликста III, Жан V отправляется в Рим, чтобы просить папу помирить его с королём. В Риме выясняется, что прощение папы, за которое им были выложены огромные деньги, — подложно. Виновные были найдены и понесли наказание. Жану V оставалось только одно — вымаливать прощение у папы Пия II, которое в мае 1460 года было им получено при условии очень тяжёлого покаяния.
В это же время парламент, постановлением от 13 мая 1460 г., признал его виновным в оскорблении величества, инцесте, мятеже, неповиновении королю и правосудию, и, из-за неявки в суд, заочно приговорил его к вечному изгнанию и объявил конфискацию всех его владений.

## Прощение
Смерть короля Карла VII (22 июля 1461) застала его в Арагоне. По приказу нового короля, Людовика XI, дело Жана V было пересмотрено. Он был полностью прощен и ему были возвращены все его земли. Король поручает ему дипломатическую миссию в Арагоне.
В 1464 году при создании Лиги Общественного блага, Жан V первоначально выразил желание сражаться на стороне короля и собрал для этого на Юге войска, но, неожиданно для всех, оказался в Шампани, где присоединился к своему кузену, Жаку д’Арманьяку, герцогу де Немуру, и герцогу де Бурбону, сторонникам Лиги. По миру в Конфлане, в отличие от других, он получил лишь отмену всех приговоров и подтверждение на владение землями своих предшественников.
В 1467 году, когда герцог Бургундский, объединившись с братом короля, Карлом Французским, герцогом Нормандии, выступил против Людовика XI, он присоединил свои войска к королевской армии. В 1468 году, когда Людовик XI оказался в руках Карла Смелого в Перонне, и Шарль Французский поделился этой новостью с принцами д’Арманьяк, спрашивая их совета, не стоит ли ему идти на Париж, Жан V ответил, что прежде всего надо идти освобождать короля.
Но отношения между королём и его вассалом несмотря на это были далеко от идеальных. Король, опасаясь графа, требовал, чтобы тот распустил свои войска, а тот, ещё меньше доверяя королю, использовал любой предлог, чтобы оставить их у себя.

## Гибель
В 1469 году король, используя подложные письма, выдвинул против Жана V обвинение в попытке установления союза с Англией. После отказа короля принять представителей Жана V для оправдания, граф де Даммартен, действуя в качестве генерал-лейтенанта короля в Гиени, возглавил военную операцию против Лектура. 26 апреля 1469 года королевские войска, обладающие значительной боевой мощью, осадили город. Несмотря на попытки Жана V организовать оборону, через несколько недель Лектур был захвачен, а сам он с супругой эвакуировался в Фунтеррабию, на территории Испании. В 1470 году заочным приговором Жан V был признан виновным в государственной измене и оскорблении величества, что повлекло за собой конфискацию всех его владений.
После получения герцогства Гиень от брата, Шарль Французский незамедлительно восстановил права Жана V на его владения. Однако внезапная кончина Шарля Французского 28 мая 1472 года привела к новому обострению конфликта. Назначенный новым генерал-лейтенантом короля в Гиени Пьер де Бурбон, сир де Божё, возглавил королевские войска в регионе. После капитуляции Жана V ему была предоставлена охранная грамота для поездки в Париж, однако отсутствие подтверждения от короля побудило его к решительным действиям. 19 октября 1472 года, опираясь на лояльные силы в Лектуре, Жан V захватил город и взял в плен Пьера де Боже с офицерами. Четыре месяца успешной обороны города завершились после прибытия дополнительных сил под командованием кардинала Жана Жуффруа, что привело к заключению почетной капитуляции 4 марта 1473 года. Получив гарантии безопасности, Жан V освободил пленников и передал цитадель, но на следующий день, при входе королевских войск в город, произошла массовая расправа, известная как “драма в Лектуре”, в ходе которой Жан V был убит.

## Семья и дети
19 августа 1469 года он женился на Жанне де Фуа (1454—1476), дочери Гастона IV (1425—1472), графа де Фуа, и Элеоноры Арагонской (1426—1479), королевы Наварры. После гибели мужа её заключили в замке Бюзет-сюр-Тарн, где заставили выпить снадобье, вызывающее выкидыш, чтобы не осталось ни одного законного наследника мятежного дома д’Арманьяк. Легенды рассказывают, что мертворождённый младенец был мужского пола, а сама Жанна умерла два дня спустя, хотя на самом деле она прожила оставшиеся годы в Роде на пенсию, предоставленную королём.
От кровосмесительной связи с сестрой Изабеллой у Жана V было трое детей:
- Жан, бастард д’Арманьяк (1450/1460 — 1516), сеньор де Камбула, женатый с 1507 на Жанне де Ла Тур;
- Антуан, бастард д’Арманьяк. (1450/1460 -?);
- Роза, бастарда д’Арманьяк (бл. 1460—1526), с 1498 г. жена Гаспара де Виймюра, сеньора де Сен-Поля.

От жены:
- дочь (умерла вскоре после рождения в апреле 1473).